# (44) Nisa
(44) Nisa és l'asteroide núm. 44 de la sèrie, descobert des de París per en Hermann Mayer Salomon Goldschmidt (1802-66) el 27 de maig del 1857. Aquest asteroide dona origen al grup de Nyses amb les següents característiques: 2,41<a<2,5; e>0,12; e<0,21; 1,5<i<4,3. És una de les dues subfamílies d'asteroides situats a una distància mitjana de 2,42 ua del Sol, essent l'altra, la família de 135 Hertha. Nysa té un diàmetre de 68 km i una inclinació de 3º7. És de la classe E.